# Berthoud, Colorado
Berthoud är en stad (town) i Larimer County, och  Weld County, i delstaten Colorado, USA. Enligt United States Census Bureau har staden en folkmängd på 5 206 invånare (2011) och en landarea på 29,6 km².